# آموتز زاهوی
آموتز زاهوی (عبری: אמוץ זהבי‎؛ ۱۴ اوت ۱۹۲۸ – ۱۲ مهٔ ۲۰۱۷) دانشمند در زمینه زیست‌شناسی تکاملی اهل قیمومت بریتانیا بر فلسطین بود.
وی همچنین برندهٔ جوایزی همچون جایزه اسرائیل شده‌است.